# Vittorio Ecclesia
Vittorio Ecclesia (Pieve di Scalenghe, 11 febbraio 1847 – Asti, 3 febbraio 1928) è stato un fotografo italiano.

## Biografia

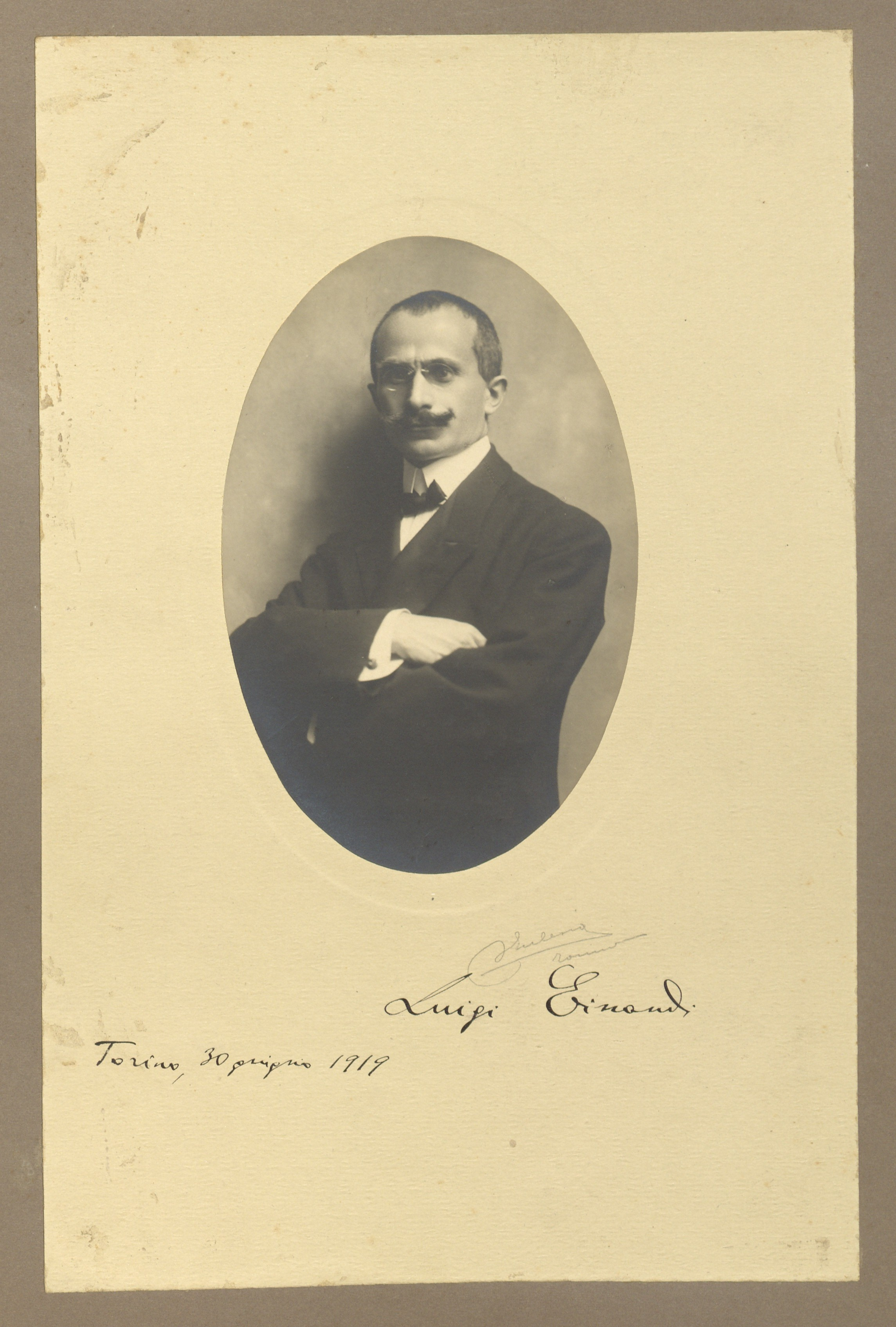
Luigi Einaudi ritratto da Vittorio Ecclesia nel 1919

Attratto fin da giovane dalla nuova tecnica fotografica, dal 1872 apre e diventa titolare a Torino, insieme al socio Rondoni, dello studio fotografico "Fotografia Roma", sito in via Carlo Alberto 23, dal 1874 denominato "Fotografia Alfieri".
La Guida del Bertelli così descrive l'attività:
Nel 1878 i due soci si dividono e Ecclesia sposta lo studio, che mantiene il nome di "Fotografia Alfieri", nella città di Asti. La fama lo segue.
Si sposa con Anna Gariglio, da cui avrà cinque figli.
A poco a poco, con lo sviluppo delle tecniche, anche Ecclesia come molti altri fotografi dell'ambito torinese e piemontese sviluppa, oltre al lavoro eminentemente ritrattistico, un interesse per il paesaggio e la fotografia del territorio. Appoggiato da Alfredo D'Andrade e dall'Accademia Albertina contribuisce a testimoniare, valorizzare e catalogare il patrimonio artistico medievale dell'area piemontese. Oltre a contribuire al Borgo Medievale di Torino, fotografa il territorio e i monumenti dell'Astigiano, del Canavese e della Valle d'Aosta sotto la direzione del D'Andrade.
I riconoscimenti nazionali negli ultimi decenni dell'Ottocento si susseguono: nel 1878 viene premiato con medaglia d'oro per il suo lavoro all'Esposizione nazionale di Napoli; nel 1884 riceve la medaglia d'oro all'Esposizione nazionale italiana di Torino; nel 1890 partecipa alla prima Esposizione italiana di architettura; nel 1891 è all'Esposizione di Asti; nel 1898 riceve il diploma d'onore all'Esposizione nazionale italiana di Torino mentre, nello stesso anno, riceve la medaglia d'oro alla Mostra d'arte sacra di Torino..
Nel 1880, sempre ad Asti, trasferisce nuovamente lo studio e lo rinomina "Stabilimento fotografico Vittorio Ecclesia"..
Le sue fotografie più significative, degli anni ottanta e novanta dell'Ottocento, sono molto apprezzate e vengono ristampate più volte anche nel Novecento: ad esempio, nel 1911 illustravano ancora le riviste torinesi La Fotografia artistica e L'Esposizione di Torino..
Nel 1911 è all'Esposizione internazionale di arti applicate e industriali di Torino..
Muore ad Asti, il 3 febbraio 1928.